# Union Remich-Bous
El Union Remich-Bous, conocido también como URB, es un equipo de fútbol de Luxemburgo que juega en la Primera División de Luxemburgo, la tercera liga de fútbol en importancia en el país.

## Historia
Fue fundado en el año 2009 en la ciudad de Remich, debutando en la Primera División de Luxemburgo al año siguiente; y en tan solo 6 años consiguieron su primer logro importante al obtener el ascenso a la Éirepromotioun.
El club debutará en la Éirepromotioun en la temporada 2015/16.

## Palmarés
- Primera División de Luxemburgo: 1

2014/15